# 之江文化中心

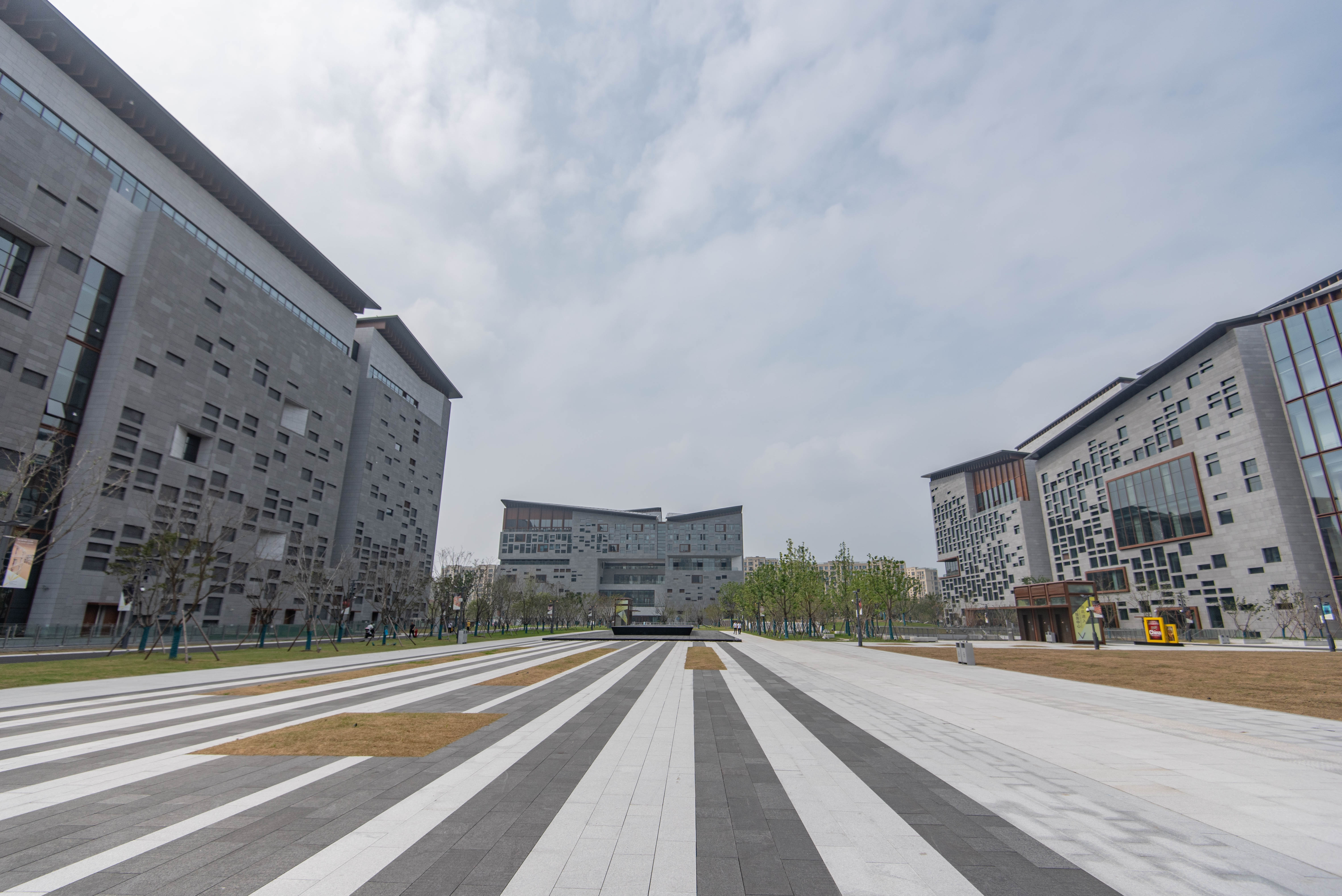
浙江省博物馆（左）、浙江省文学馆（前）、浙江省图书馆（右）

之江文化中心位于杭州市西湖区的之江区域，于2023年8月29日正式启用，包括浙江省博物馆之江新馆、浙江图书馆之江新馆、浙江省非物质文化遗产馆、浙江文学馆以及配套的公共服务中心。

## 概况
之江文化中心是浙江省的文化新地标，占地面积258亩，总建筑面积32.1万平米；东临江涵路，南靠碧波路，西至枫桦路，北至文景路。4座场馆为开放的“合院式”布局，建筑外观为传统江南粉墙黛瓦风格，“对内合围成文化景观公园，蕴含浙江山水人文韵味”，“四馆一中心”构成一座“公共文化共同体”。项目设计总负责人是浙江省建筑设计研究院副院长、首届浙江省工程设计大师、国家一级注册建筑师曹跃进。
它是浙江省“十三五”规划中的重要文化建设项目，由浙江省文化和旅游厅负责管理。

## 各馆介绍

### 博物馆
浙江省博物馆之江新馆占地面积约54400平米，建筑面积10万平米，是收藏和保护浙江历史文物和近现代艺术珍品的重要机构，展示浙江悠久历史、灿烂文化和革命历程的窗口，是以历史文物和近现代艺术珍品为主要媒介开展爱国主义教育、革命传统教育、乡土教育的基地；并推出《浙江一万年——浙江历史文化陈列》、《宋·韵》、《向东是大海——浙江海洋文化陈列》、《江南秘色——浙江古代青瓷陈列》、《保境安民话钱镠——浙江名人专题系列陈列》、《伊人红妆——宁绍平原的传统婚俗与嫁妆》、《山水之间——〈富春山居图〉人文数字陈列》、《丽人行——中国古代女性图像沉浸式数字展》、《太古之音——古琴与中国人的音韵世界》、探索体验馆等多个展厅。

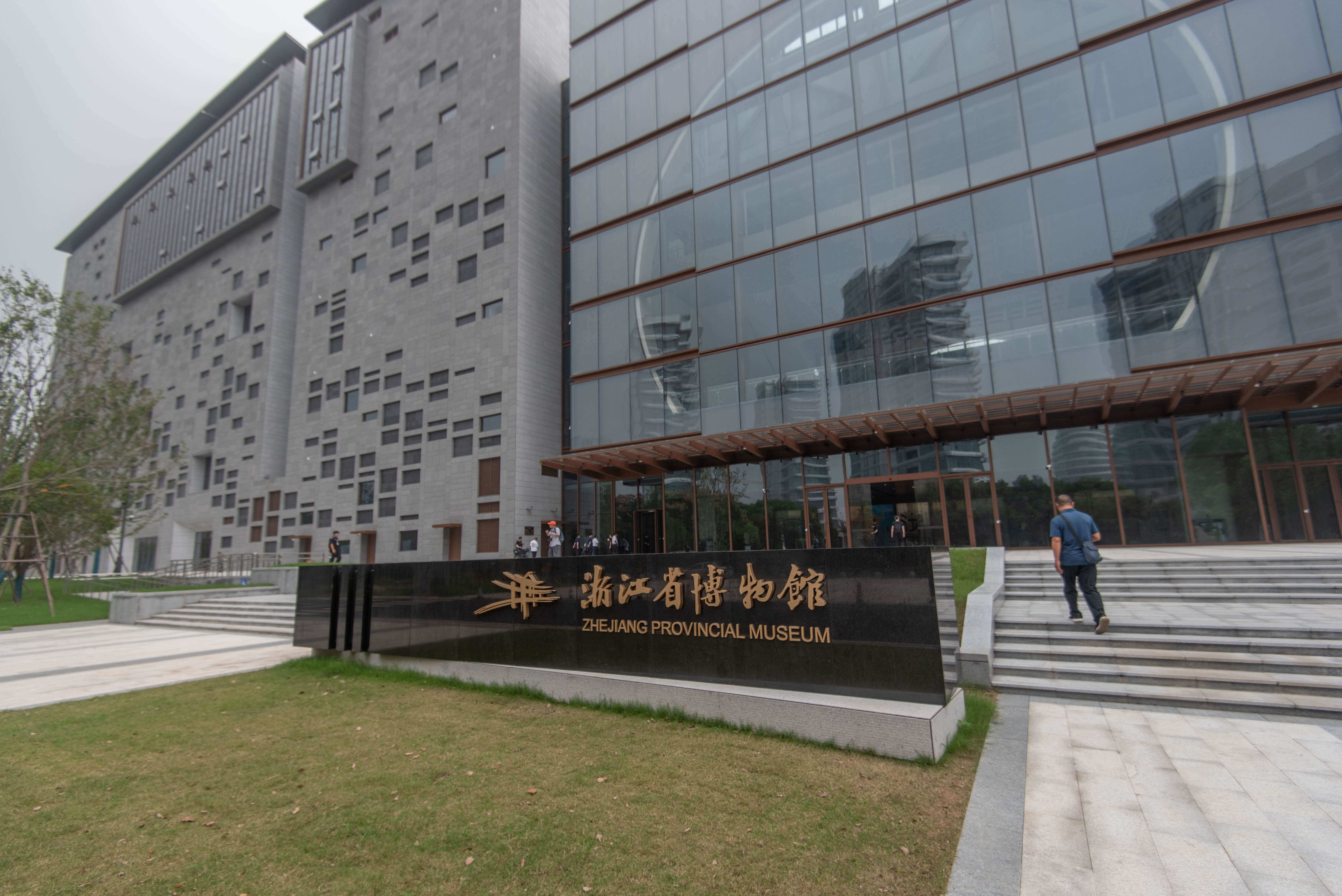
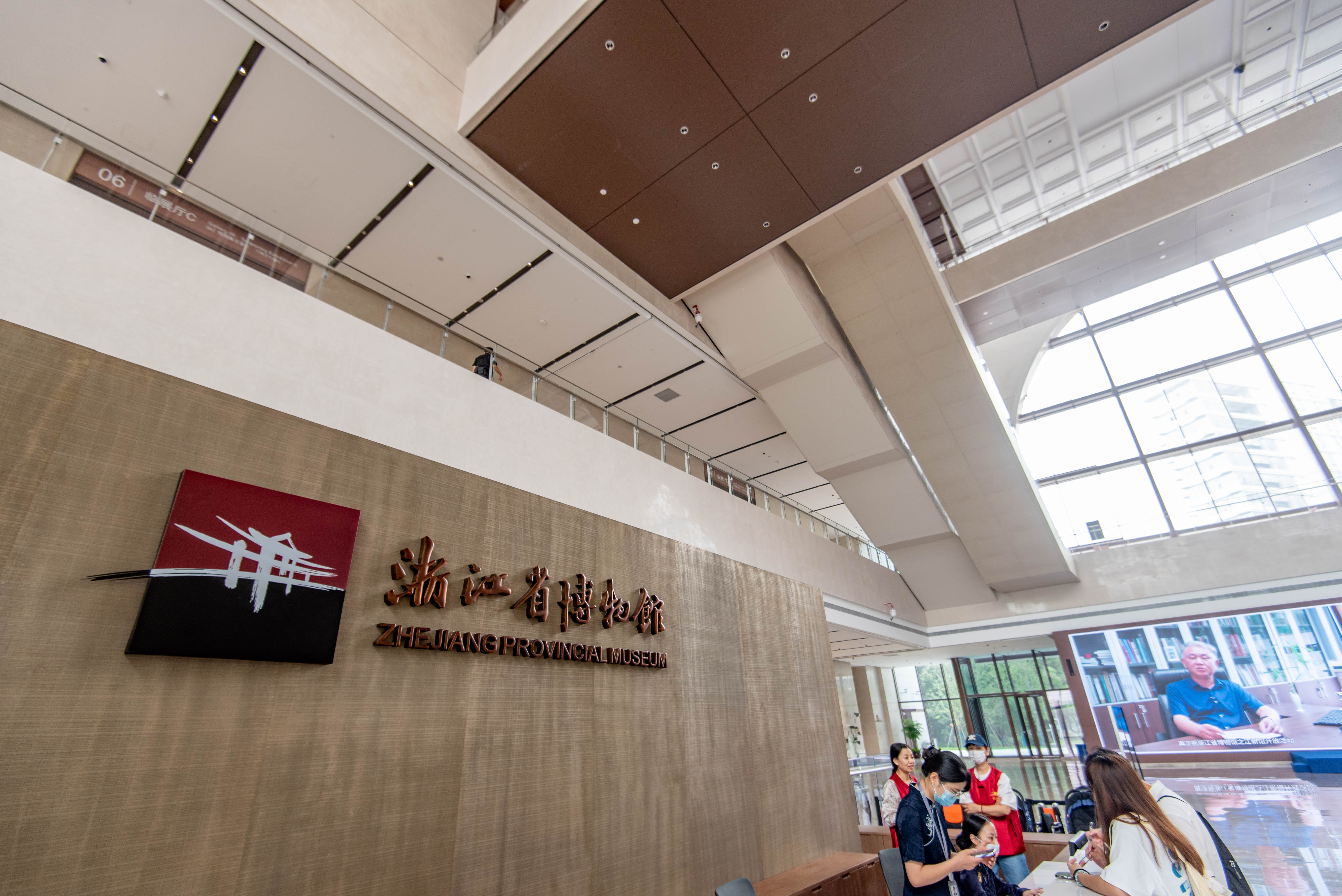
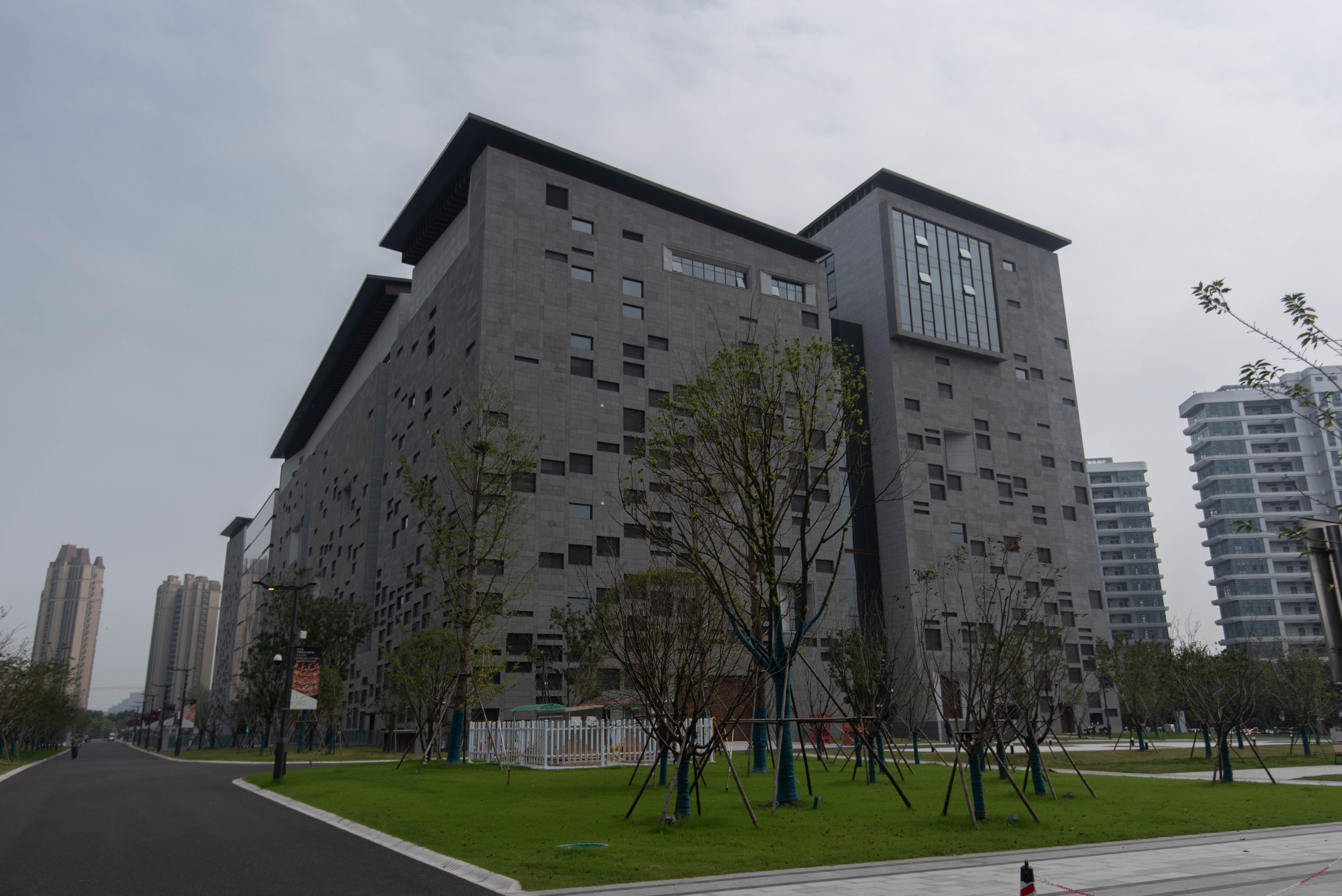
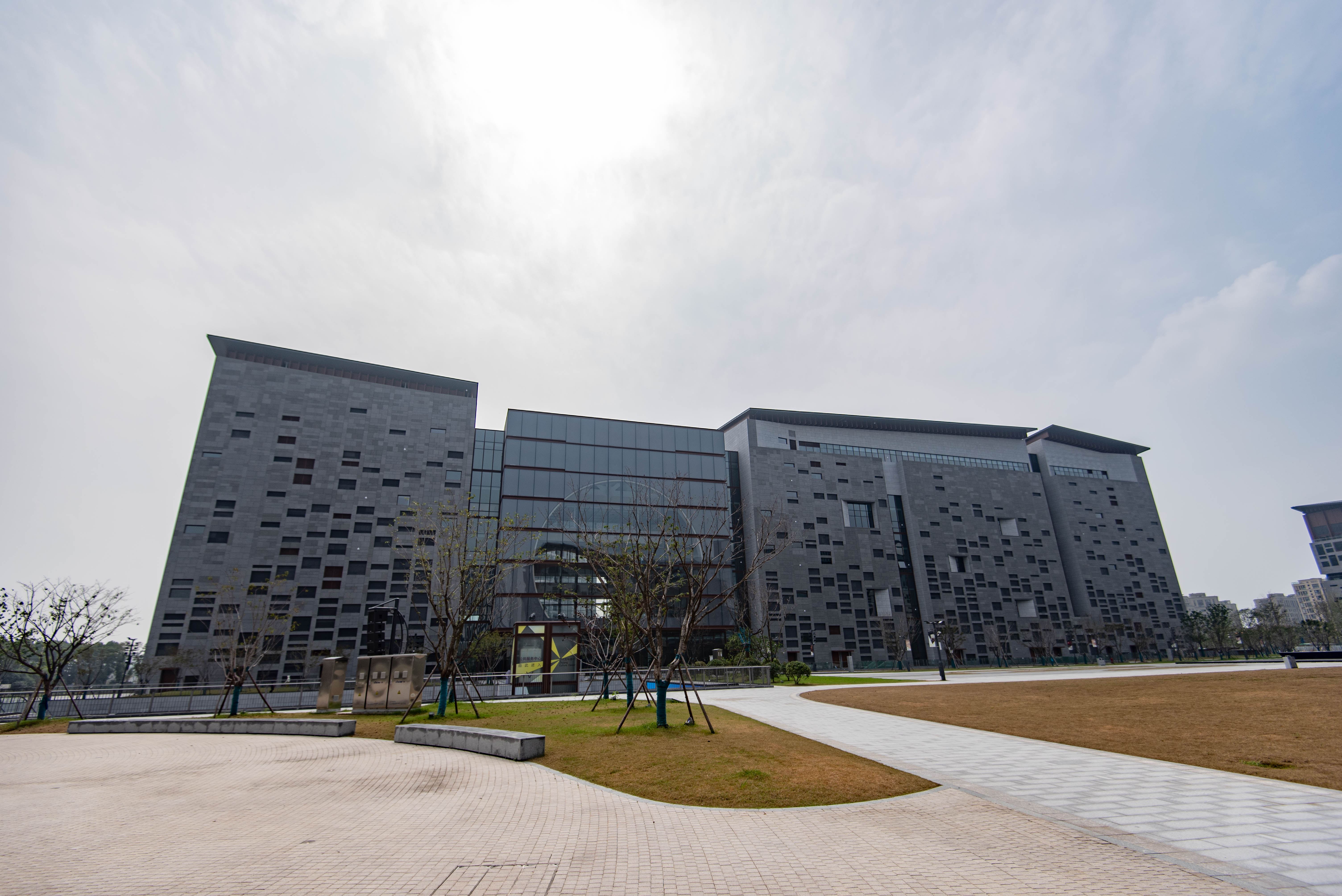

### 图书馆

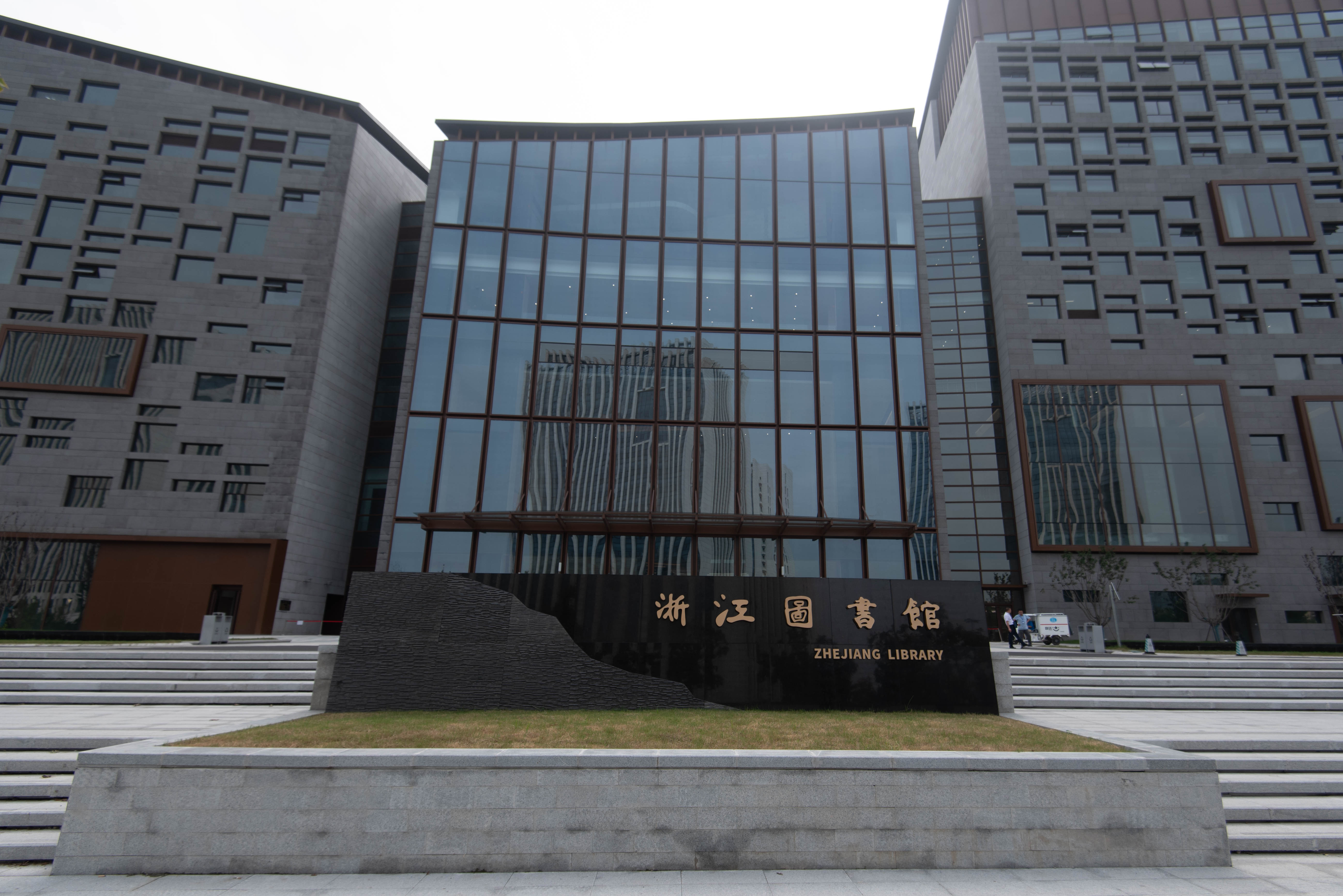
浙图

## 实力
- 全国体量最大文化聚落
- 全国首家全面智慧化省级图书馆
- 全国首座大型区域综合性非遗馆
- 首批国家一级博物馆
- 全国规模最大省级文学馆

## 交通
可乘杭州地铁6号线在之江文化中心站（旧称之浦路站）下车往西走。开车到达之江大桥西侧附近。